# Ickenham (London Underground)

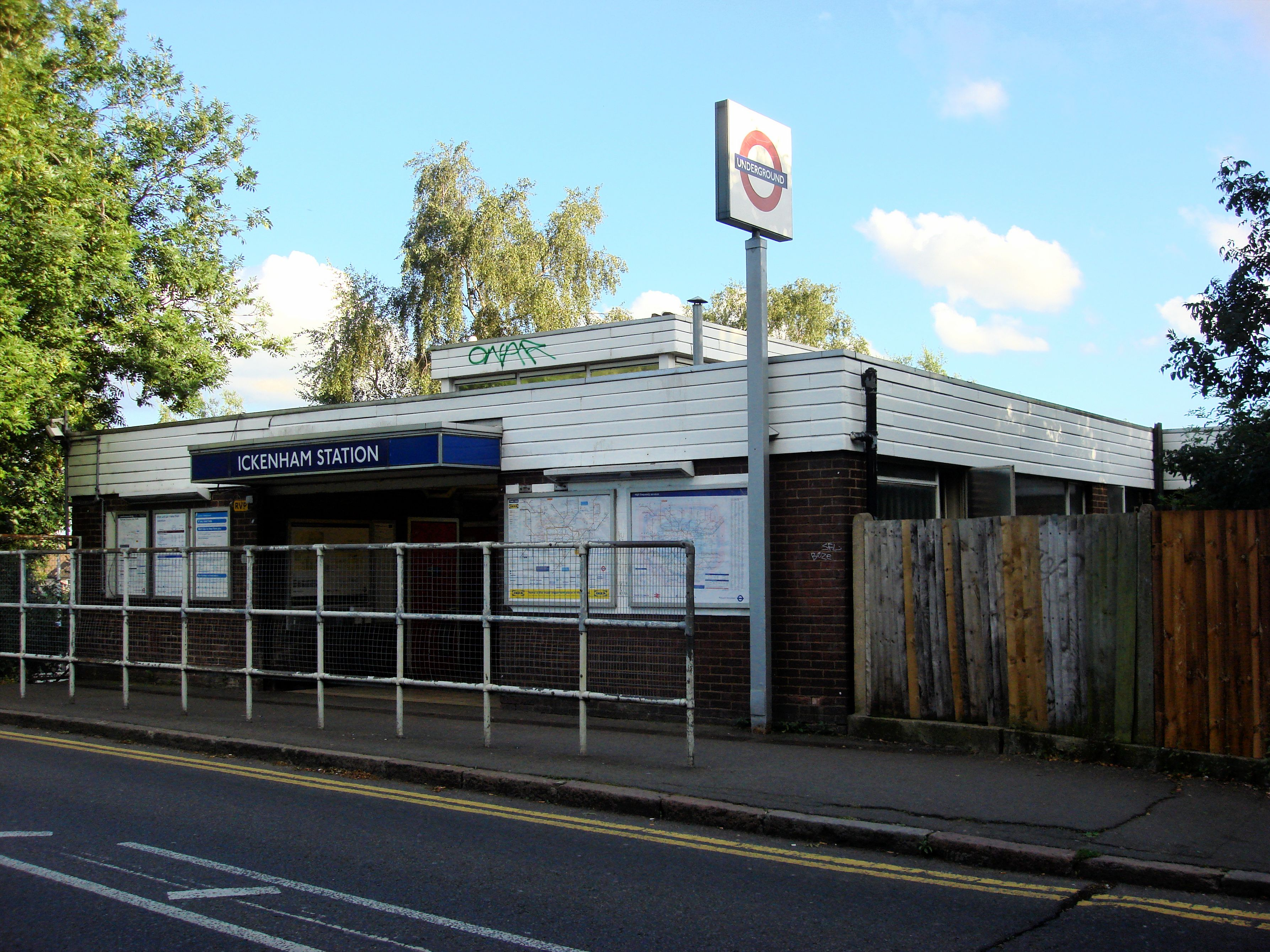
Stationsgebäude

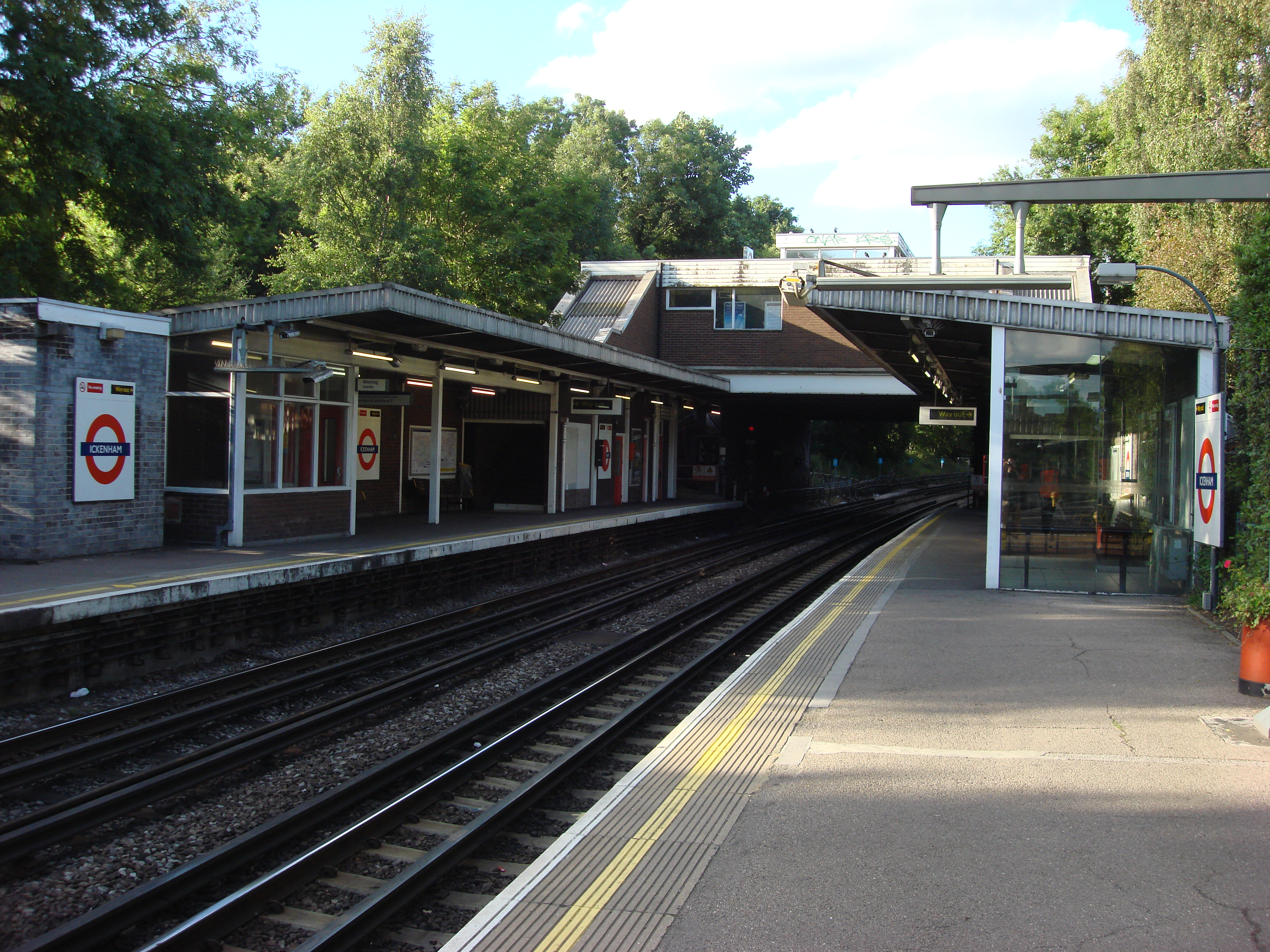
Bahnsteig

Ickenham ist eine oberirdische Station der London Underground im Stadtbezirk London Borough of Hillingdon. Sie liegt in der Travelcard-Tarifzone 6 an der Gleve Avenue. Die von der Metropolitan Line und der Piccadilly Line bediente Station wurde im Jahr 2013 von 1,07 Millionen Fahrgästen genutzt.
Die Strecke der Metropolitan Railway (Vorgängergesellschaft der Metropolitan Line) zwischen Harrow-on-the-Hill und Uxbridge bestand seit dem 4. Juli 1904 und war ein halbes Jahr später elektrifiziert worden. Die Station Ickenham wurde aufgrund der damals noch geringen Dichte der Bebauung erst nachträglich gebaut und am 25. September 1905 eröffnet. Ab 1. März 1910 hielten hier auch Züge der District Line; diese wurden am 23. Oktober 1933 durch solche der Piccadilly Line abgelöst.